# Uranylnitrat
Uranylnitrat (UO2(NO3)2) ist ein wasserlösliches gelbes Uransalz. Es kann durch Umsetzung von Uransalzen mit Salpetersäure erhalten werden.

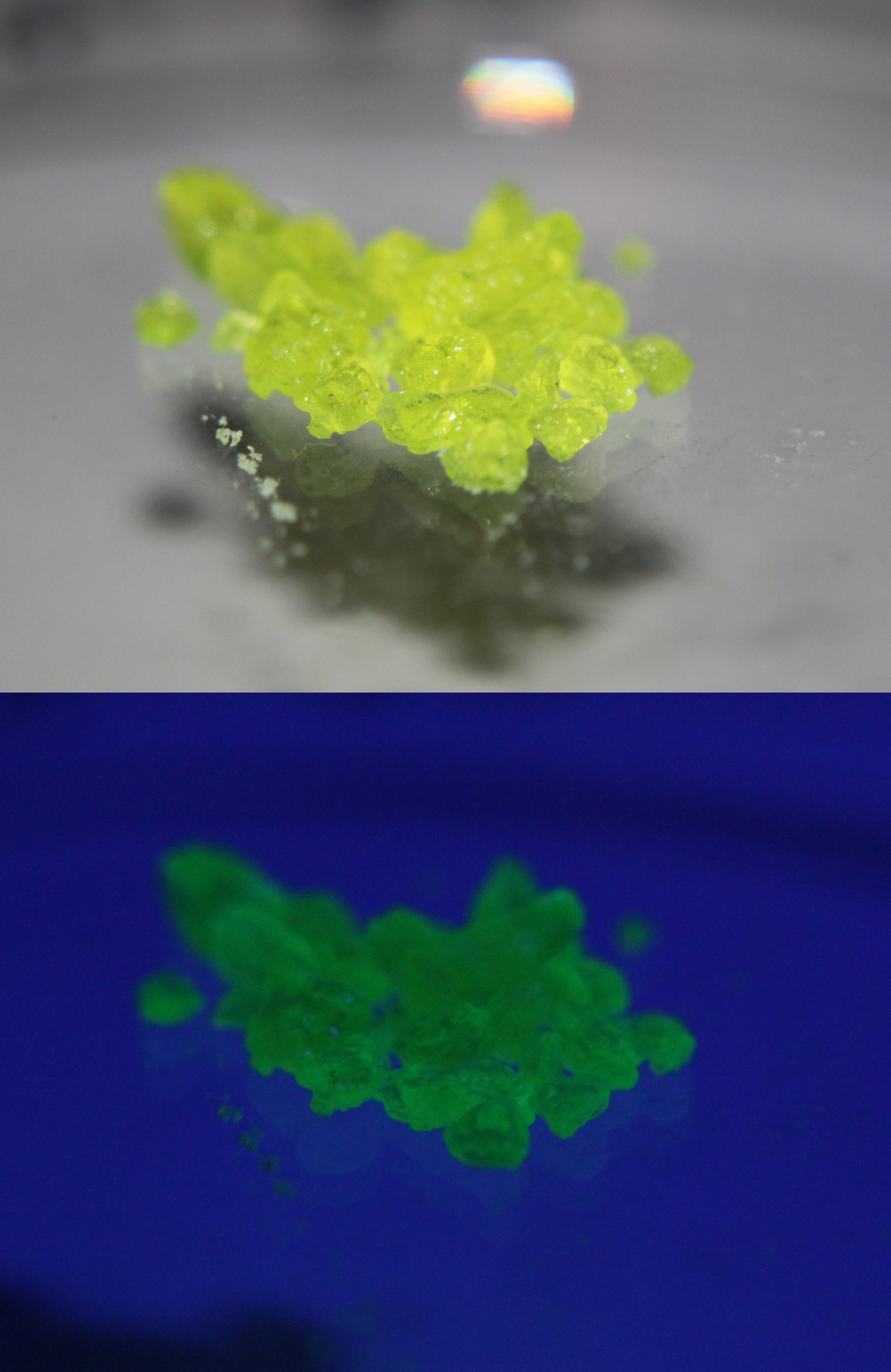
Uranylnitrat-Hexahydrat unter Kunstlicht und UV-Licht

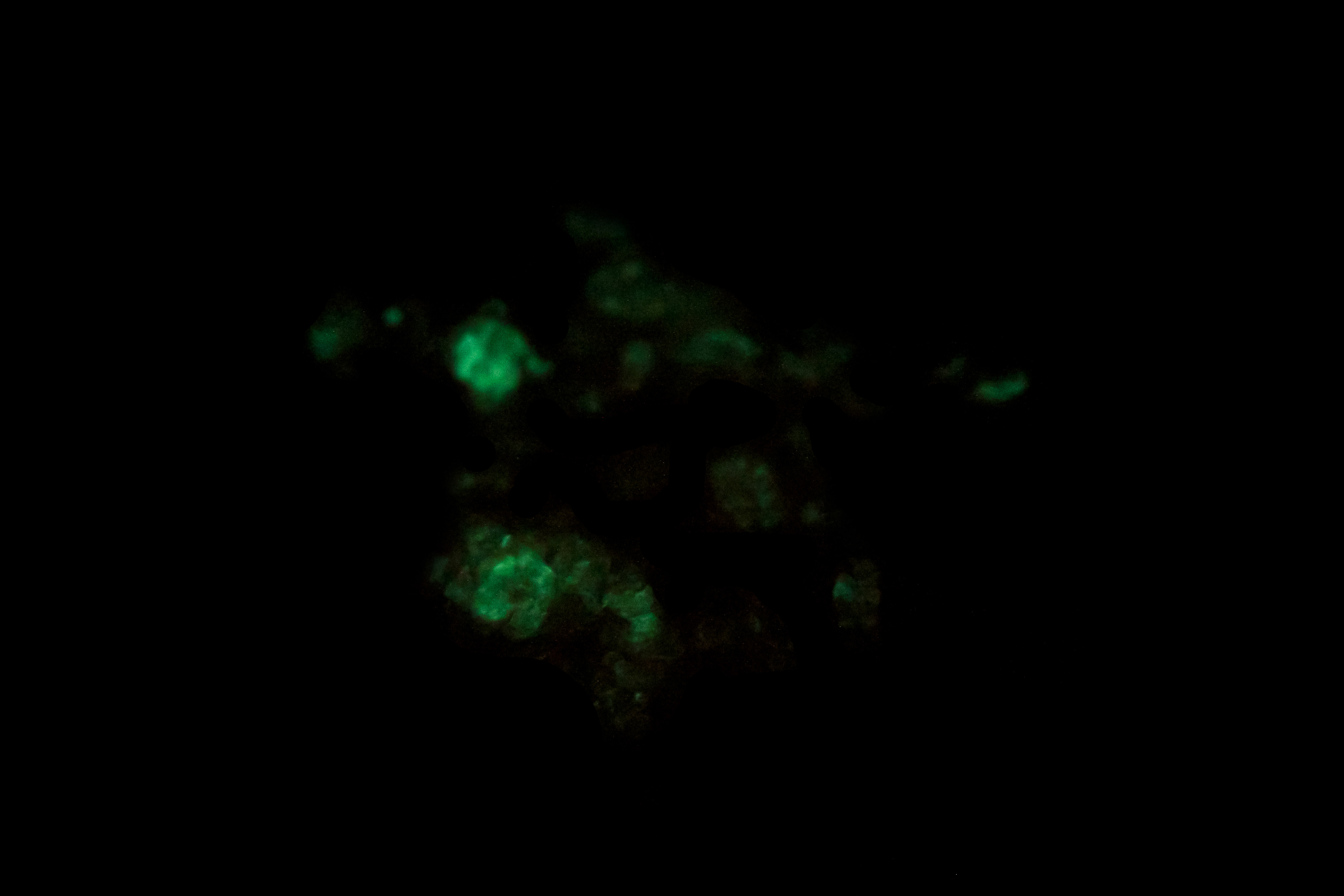
Tribolumineszenz von Uranylnitrat-Hexahydrat

## Eigenschaften
Uranylnitrat löst sich sehr gut in Wasser, zudem in Ethanol, Aceton und Ether, jedoch nicht in Benzol, Toluol oder Chloroform. Die gelbgrünen Kristalle des Uranylnitrat-Hexahydrat sind tribolumineszent. Bei höheren Temperaturen zersetzt es sich zu Urantrioxid (UO3).

## Verwendung
Zusammen mit Uranylacetat findet Uranylnitrat Verwendung zur Negativkontrastierung in Elektronenmikroskopen.
Bei der Wiederaufarbeitung entsteht Uranylnitrat beim Auflösen des abgebrannten nuklearen Brennstoffs (zumeist UO2) bzw. von Yellowcake in Salpetersäure. Es wird dann in weiteren Schritten zu Uranhexafluorid umgesetzt, welches zur Isotopentrennung und zur Produktion von angereichertem Uran dient.

## Sicherheitshinweise
Uranylnitrat ist eine oxidierende und giftige Verbindung. Außerdem besteht die Gefahr der Anreicherung im menschlichen Körper, was vor allem die Leber und die Nieren betrifft. Für Wasserorganismen ist es ebenfalls giftig und kann Langzeitschäden in der Wasserwelt verursachen. Wie alle Uranverbindungen ist es radioaktiv. Die Aktivität ist von der Isotopenzusammensetzung des Urans abhängig. Zudem wirkt sich Uranylnitrat brandfördernd aus und kann beim Erhitzen im Kontakt mit oxidierbaren Substanzen zu Explosionen führen.